# Thủy điện Nậm Ngần
Thủy điện Nậm Ngần là thủy điện xây dựng trên dòng Nậm Ngần tại vùng đất các xã Thượng Sơn, Quảng Ngần, Việt Lâm huyện Vị Xuyên tỉnh Hà Giang, Việt Nam 
Thủy điện Nậm Ngần có công suất 13,5 MW với 3 tổ máy, khởi công 11/2005 hoàn thành 06/2009 .

## Nậm Ngần
Nậm Ngần là một phụ lưu nhỏ của sông Lô, bắt nguồn từ vùng núi cao trên 1900 m ở phía tây bắc xã Thượng Sơn huyện Vị Xuyên, Hà Giang 22°42′57″B 104°48′25″Đ / 22,71583°B 104,80694°Đ. Suối chảy hướng đông nam xuống thung lũng của sông Lô .
Tại thôn Ngần Thượng xã Quảng Ngần 22°34′39″B 104°55′0″Đ / 22,5775°B 104,91667°Đ suối đổi hường nam. Từ đây chảy uốn lượn đổ vào sông Lô 22°32′56″B 104°54′41″Đ / 22,54889°B 104,91139°Đ tại thôn Ngần Hạ, phía trên thủy điện Sông Lô 4 chỉ cỡ 30 m.

## Chỉ dẫn
1. ↑  Trong tiếng Tày-Thái "Nậm" đã có nghĩa là nước, sông, suối.